# Heteroflexibilidade
A heteroflexibilidade é uma forma de orientação sexual ou comportamento sexual situacional que se caracteriza por atividades homossexuais limitadas em uma orientação fundamentalmente heterossexual, que se considera igual ou distinta da bissexualidade. Tem sido caracterizada como "predominantemente heterossexual". É frequentemente associada à bi-curiosidade, que descreve um amplo processo contínuo da orientação sexual entre a heterossexualidade e a bissexualidade, ou classificada como uma sexualidade fluida. A heteroflexibilidade pode distinguir-se como o "desejo de experimentar... com homoerotismo e excitação somente, não mais que isso" e se refere ao termo bi-curioso; podendo ser um estilo de vida.
Nos Estados Unidos e Canadá estudos mostram que de três a quatro por cento dos homens jovens, já utilizam a identificação "predominantemente heterossexual" para sua autodeclaração de sentimentos sexuais, desejos e comportamentos, demonstram interesse pela heteroflexibilidade, apesar de não se sentirem necessariamente atraídos pela bissexualidade plena.
O professor Ritch Savi-Williams afirma que a sua investigação atual revela que o grupo que teve mais rápido crescimento enquanto "identidade sexual" são os homens que se identificam como "predominantemente heterossexuais", crescimento muito maior quando em comparação com identidades como "gays" ou "bissexuais". O professor Roma Castro afirma que a heteroflexibilidade pode ter uma forma temporária, como é muito comum na adolescência dos homens, ou ser um estilo de vida mais duradouro, e quando é um estilo de vida sexual mais permanente, as práticas caracterizam a identidade sexual heteroflexível, ou heterogoy.
Com diferença de "bissexual até a tampa", "bissexual que topa tudo" e pejorativos similares, a heteroflexibilidade tipicamente se considera que tenha uma conotação positiva e muitas vezes o termo heteroflexível é um rótulo auto-aplicado, muito embora o seu uso ainda esteja na pop cultura sendo atestada como pejorativo.